# Werner Heise
Werner Heise (* 12. Mai 1944 in Litzmannstadt; † 21. Februar 2013 in München) war ein deutscher Mathematiker und Hochschullehrer.

## Leben
Nach dem Abitur am Johanneum zu Lübeck im Jahre 1963 studierte Heise von 1963 bis 1968 an der Universität Hamburg Mathematik und Geographie für das Lehramt an Gymnasien. 1969 folgte er als wissenschaftlicher Mitarbeiter seinem Doktorvater Helmut Karzel an die Universität Hannover. Dort wurde er 1969 mit der Dissertation Topologische Möbiusräume und dem Prädikat „summa cum laude“ promoviert, habilitierte sich ein Jahr später für das Fach Mathematik mit der Habilitationsschrift {\displaystyle \kappa }-affine Räume, wurde zum Abteilungsvorsteher und Professor ernannt und in den Gründungsausschuss der Universität Oldenburg berufen. 1972 ging Heise an die TU München. Vom italienischen Consiglio Nazionale delle Ricerche gefördert, nahm er zahlreiche Gastprofessuren an den Universitäten Modena, Perugia und L’Aquila wahr. Seine Forschungsgebiete erstreckten sich von den Grundlagen der Geometrie über die Kombinatorik bis zur Theorie der fehlerkorrigierenden Codes.
Heise war seit Gründung des Journals bis 2013 Mitglied des Herausgeberkollegiums der Zeitschrift Journal of Geometry. Ein Nachruf erschien dortselbst in der Dezemberausgabe 2013.
Heise setzte sich mit seiner (inzwischen nicht mehr existenten) Website Laputa satirisch mit der DDR auseinander. Die gemeinsam mit Heinz-Richard Halder verfasste Einführung in die Kombinatorik erschien 1977 auch im Akademie-Verlag Berlin, damals Ost-Berlin, wurde aber teilweise in der DDR aus den Bibliotheken entfernt, nachdem eine im Buch auf den Seiten 118 und 119 versteckte, die Sowjetunion inkriminierende Botschaft bekannt geworden war.
Anlässlich eines Kolloquiums zum 65. Geburtstag von Heise wurde ihm die Ehrenmedaille des Instituts für Mathematik der Bulgarischen Akademie der Wissenschaften verliehen.

## Schriften
- Einführung in die Kombinatorik (mit H.-R. Halder); Hanser, München 1976 und Akademie, Berlin 1977. ISBN 3-446-12140-4 (Hanser)
- Informations- und Codierungstheorie (mit P. Quattrocchi); 3. Auflage, Springer, Berlin 1995. ISBN 3-540-57477-8.